# Phyllolabis fenderiana
Phyllolabis fenderiana là một loài ruồi trong họ Limoniidae. Chúng phân bố ở miền Tân bắc.